# Сумихімпром (баскетбольний клуб)
Сумихімпром — український баскетбольний клуб, який базувався в Сумах та спонсорувався Сумихімпромом. Виступав на початку 2000-х в Українській баскетбольній суперлізі. Домашні матчі проводив в спорткомплексі Української академії банківської справи та в баскетбольному центрі «Олімп». Учасник ЄвроЧеленджу ФІБА 2008/09.

## Досягнення
- Кубок України
  - 1/2 фіналу (1): 2008

- Учасник ЄвроЧелендж ФІБА 2008/09

## Відомі гравці
- Ярослав Лемик
- Йонас Елвікіс
- Корі Санті